# Metropolia Pontianak
Metropolia Pontianak – jedna z 10 metropolii Kościoła Rzymskokatolickiego w Indonezji. Została erygowana 3 stycznia 1961.

## Diecezje
- Archidiecezja Pontianak
  - Diecezja Ketapang
  - Diecezja Sanggau
  - Diecezja Sintang

## Metropolici
- Herculanus Joannes Maria van der Burgt (1957-1976)
- Hieronymus Herculanus Bumbun (1977-2014)
- Agustinus Agus (2014 -)